# Bron
Bron là một xã thuộc tỉnh Rhône trong vùng Rhône-Alpes phía đông nước Pháp. Xã này nằm ở khu vực có độ cao trung bình 212mét trên mực nước biển.
Bron có cự ly 10 km (6,2 mi) về phía đông Lyon. 